# Cinnyris cupreus
El suimanga cobrizo (Cinnyris cupreus) es una especie de ave paseriforme de la familia Nectariniidae.
Son aves paseriformes muy pequeñas que se alimentan abundantemente de néctar, aunque también atrapan insectos, especialmente cuando alimentan sus crías. El vuelo con sus alas cortas es rápido y directo.
Se encuentra en Angola, Benín, Botsuana, Burkina Faso, Burundi, Camerún, República Centroafricana, Chad, República del Congo, República Democrática del Congo, Costa de Marfil, Etiopía, Gabón, Gambia, Ghana, Guinea, Guinea-Bissau, Kenia, Liberia, Malaui, Mali, Mauritania, Mozambique, Namibia, Níger, Nigeria, Ruanda, Senegal, Sierra Leona, Sudáfrica, Sudán, Tanzania, Togo, Uganda, Zambia, y Zimbabue.

## Subespecies
- Cinnyris cupreus chalceus (Hartlaub) 1862
- Cinnyris cupreus cupreus (Shaw) 1812